# 亨利·麥克馬斯特
亨利·达根·麥克馬斯特（英語：Henry Dargan McMaster，1947年5月27日—）是美国南卡罗来纳州的一位共和黨籍政治家，也是現任南卡羅來納州州長。他出生在南卡羅來納州哥倫比亞。1994年至2011年期間，他是南卡羅來納州共和黨主席。在前任南卡羅來納州州長妮基·黑莉出任美國常駐聯合國代表之後，他接任南卡羅來納州州長的職務。